# ハンス・フリーダ
ハンス・フリーバ（Hans Fryba, 1899年4月28日 - 1986年1月3日）は、チェコのコントラバス奏者。本名はヨゼフ・フリーダ(Joseph Fryda)。
バーデン郡ライゼンベルク出身。ウィーン音楽院でエドゥアルト・マデンスキーにコントラバスを学ぶ。1922年からウィーン交響楽団のコントラバス奏者を務め、1925年にはアテネ・フィルハーモニー管弦楽団のコントラバス奏者に転出してアテネ音楽院でもコントラバスを教えた。1929年からスイス・ロマンド管弦楽団の首席コントラバス奏者となり、ジュネーヴ音楽院でも後進の指導に当たった。1969年には演奏活動から引退。
ブルック・アン・デア・ライタ郡グラマートイジードルにて没。